# Café International
Café International — настільна гра для 2–4 гравців, створена Руді Гоффманном. Це гра на викладання плиток, яка в 1989 році отримала премію Spiel des Jahres. Гра була видана в 1989 році Mattel, у 1998 році — Relaxx, а після банкрутства Relaxx у 1999 році — Amigo. Гра також вийшла під назвою Tactix від індійського підрозділу Mattel Leo Toys.

## Компоненти
Окрім правил і ігрового поля, вміст першого видання 1989 року від Mattel включав:
- 100 карток гостей: 48 жінок і 48 чоловіків із дванадцяти націй
- Чотири джокери: два жіночих і два чоловічих, які можна розміщувати будь-де
- Жетони для підрахунку очок
- Ігрове поле

## Ігровий процес
Мета гри полягає в тому, щоб розміщувати картки, які представляють гостей різних національностей, за столами Café International. При цьому потрібно дотримуватися балансу між статями та враховувати національності. Гравець, який заповнює стіл, отримує очки. Згідно з правилами, за кожним столом можуть сидіти чотири особи: дві жінки та два чоловіки. Новий стіл відкривається, коли за нього сідає пара. Якщо картку неможливо розмістити, вона відправляється до бару, а гравець отримує штрафні очки.

## Варіанти
У 2001 році Amigo випустив карткову гру з аналогічним принципом під назвою Café International — Das Kartenspiel. Над її створенням, окрім Руді Гоффманна, працював засновник Relaxx Роланд Зігерс. Ігрове поле замінено картками, які символізують столи.
У 2007 році Amigo випустив Café International Junior.